# IC 1735
IC 1735 је лентикуларна галаксија у сазвјежђу Троугао која се налази на листи објеката дубоког неба у Индекс каталогу.
Деклинација објекта је + 33° 5' 31" а ректасцензија 1h 50m 51,8s. Привидна величина (магнитуда) објекта IC 1735 износи 15,2 а фотографска магнитуда 16,0. IC 1735 је још познат и под ознакама 6ZW 63, PGC 6812.